# Христина Морфова
Христина Василева Морфова е българска оперна певица, сопрано, работила дълго време в Чехословакия. Гласът ѝ обхваща диапазон от 3 октави.

## Биография

### Ранни години
Христина Морфова е родена в Стара Загора на 24 април 1887 г. в многодетното семейство на Кина и Васил Морфови, което преди нея се сдобива с 9 момчета. Според някои източници е родена 2 години по-късно – през 1889 г. Майка ѝ е от известния търновски род Терзиеви. Самата певица разказва: „Още 4-годишно дете, аз помня, че бях обсипана със сладкиши за моите детски песнички, изпявани чисто и с детинска гримаса. В едно тъжно детинство крадях от устата на скъпата си майка тъжните мелодии, които тя нежно и майсторски пееше и правеше дълбоко да се връзват в сърцето ми!…“ Ранното ѝ детство е тежко, изпълнено с глад и лишения.
По-късно живее в Търново и в София. За щастие, в столицата попада под влиянието на най-големия си брат - композиторът Александър Морфов (1880 – 1934), който открива уникалната ѝ природна дарба и я насочва към музиката. Учи в една от столичните девически гимназии.
Често гостува на своите лели във Велико Търново. През 1898 – 1899 година е записана в III отделение в града. Там за първи път посещава театрално представление в салона на читалище „Надежда“. От този момент я завладява голямата магия на сцената и тя се отдава на изкуството за цял живот. Продължава да посещава Търново и след като вече учи в чужбина.

### Престой в Прага
През 1906 г. заминава за Европа, за да учи стопански науки в Прага. Там се запознава с чешката пианистка Людмила Прокопова, с която работи през годините до края на житейския си път. Те стават приятелки и се посвещават на музиката, като изнасят концерти из цяла Европа. По-късно Морфова се отказва от стопанските науки и влиза в частната академия на Мария Пивода (Прага), където учи пеене и получава солидна музикална и вокална подготовка. Още докато учи, изнася първия си самостоятелен концерт, заедно с Прокопова, в нейния роден град Храдец Кралове. Въпреки национализма си чехите я оценят високо и я обикват. През 1910 година двете правят турне из цяла България, след което Морфова продължава обучението си в Париж при Жак Иснардон. До своята смърт тя продължава активната си концертна дейност, изпълнявайки както оперни арии, така и популярни песни и обработени български народни песни.
През 1912 година Христина Морфова се включва в Българската оперна дружба в София, днес Национална опера и балет, като изпълнява главната роля и режисира постановка на „Продадена невеста“ от Бедржих Сметана, но година по-късно напуска и продължава да изнася концерти с Прокопова. През Първата световна война изнася концерти в Австро-Унгария, поставяйки началото на международната си известност.
От 1917 до 1931 година е постоянен член на Пражката опера. Концертира в Москва, Париж, Милано, Лондон, Прага, Бърно, Щутгарт, Кьолн, Мюнхен, Дрезден, Берлин, Братислава и други градове. Прави известни роли в опери на Бедржих Сметана (Маженка в „Продадена невеста“, Милада в „Далибор“, както и в „Двете вдовици“), ролята на Аида в едноименната опера на Верди, на Дона Анна („Дон Жуан“), Леонора („Фиделио“), Маргарита („Фауст“ на Гуно), Виолета в „Травиата“ на Верди, Мими в „Бохеми“, Тоска в „Тоска“ на Пучини, Сантуца в „Кавалерия Рустикана“ на Маскани, Кралицата на нощта във „Вълшебната флейта“ на Моцарт. Творчеството ѝ покрива от колоратурни до мецосопранови партии.
Чуждата преса не пропуска да пише за изявите на Христина Морфова и да оцени по достойнство нейния талант. Пеенето ѝ е изключително свободно, естествено и много красиво, лишено от каквото и да било напрежение. Регистрите на гласа ѝ са пределно изравнени, закръглени, техниката ѝ гъвкава, позволяваща ѝ да преодолява със завидна лекота и най-трудните виртуозни пасажи, дикцията и артикулацията ѝ са съвършени. Тя умее да прави музика с гласа си. Нейните съвременници казват, че пеенето ѝ е създадено, за да радва ухото, а за самата нея то е било „радостна необходимост“. Често срещаните комплименти звучат така: „гласов феномен“, „изумително дарование“; "
„Голям, обемист и звучащ благородно сопран, изненада с блясъка и силата на височините. Забелижително развита певчевска и дъхова техника на артистката ѝ дава възможност да изпълни с еднакво съвършенство арията на Реция из „Оберон“, както и голямата ария на Царицата на нощта из „Вълшебната флейта“. (Вестник „Райхспот“, 27.02.1916 г., Виена)

### Отново в България
През 1931 година се връща в Софийската опера, където остава до края на живота си. През 1935 година започва голямо турне в Съветския съюз, което обаче е прекратено след няколко концерта по политически причини. Въпреки любовта и признанието на публиката, сред колегите си среща повече завист и недоброжелателство.
Наред с певческата си кариера Морфова работи и като вокален педагог и режисьор. Помага не само професионално, но и материално на десетки талантливи студенти. Първа започва да прави концерти със своите ученици, да ги представя на сцената, да им шие сама костюмите, да изпълнява фрагменти от опери и цели арии.
Христина Морфова не е само сред най-видните представители на художественото пеене, но и вдъхновена изпълнителка на български народни песни, които ревностно популяризира в страната и в чужбина. Обича българските народни шевици и бродерии. Живее интензивен духовен живот, поддържа будно отношение към литературата и изобразителните изкуства. В нейния дом има ценни произведения на изкуството от изтъкнати български и чужди художници и скулптури.
Сред близките ѝ приятели художникът Недялко Каранешев, който е председател на Дома на изкуството и културата във Велико Търново и я кани на 13 април 1934 г. да изнесе голям благотворителен концерт в полза на Туристическо дружество „Трапезица“. Концертът жъне невероятен успех. Развълнуваните търновци я аплодират бурно, считайки я за своя съгражданка. Общинският вестник „Велико Търново“ от 31 октомври 1935 г. в хрониката съобщава: „На 19 т.м., събота, 9 часа вечерта в салона на читалище „Надежда“, г-ца Морфова и г-ца Прокопиева изнесоха концерт в полза на бедните търновски пощенци. Концертът бе изнесен великолепно и публиката награди нашите артистки с бурни ръкопляскания.“

### Трагична смърт
Морфова загива при автомобилна катастрофа край Пирдоп, докато пътува от село Баня към София, на 1 юни 1936 г.
Сутринта на фаталната дата, когато тръгва с приятелите си, им разказва странен сън, в който баща ѝ я вика от Отвъдното. „Имам лошо предчувствие - Христина изпраща бележка до Людмила Прокопова в София. - Повече никога няма да пътувам без теб.“ И интуицията не я излъгва - това е нейното последно и за съжаление пагубно пътуване.
Има улици, наречени на нейното име в София (близо до центъра на кв. Драгалевци), във Варна и в родния ѝ град Стара Загора. Неин бюст, изработен от скулптора М. Миладинов през 1941 г., е поставен на изхода от Пирдоп към Карлово. Нейното име носи и Националното училище за музикални и сценични изкуства в Стара Загора.

## Памет
На Христина Морфова е наречена улица в квартал „Драгалевци“ в София (Карта).